# Gylta (släkt)
Gylta var en svensk uradel och frälsesläkt, vars vapen bestått av en kvadrerad sköld, med varierande tinktur.
Vapen:  Jan Raneke menar att det första och fjärde fältet skall vara blått, andra och tredje gula, Gunnil Gunnarsdotter Gylta till Kiärr uppges i en i många fall heraldiskt felaktig antavla ha fört ett vapen med skölden fyrdelad, första och fjärde fälten röda. andra och tredje gula, medan Äldre svenska frälsesläkter ger utrymme för tre tinkturer; rött och gult eller gult och blått eller vitt och blått. Ett vapen i Hönsäters kapell är återgivet i silver och blått. En fjärde tinktur med svart och guld, är känd från Torpa stenhus, där en tavla målad på duk med Erik Gustafsson (Stenbock)s uppräknade förfäder inkluderar Karin Gyltas sköld enligt följande beskrivning:
| ” | Karin Gunner Gylte dotter; Vapen: fyrdelad sköld, öfre högra och nedre vänstra fälten guld, de två öfriga svarta, öfver hjälmen fem påfågelsfjädrar, den mellersta och de båda yttersta svarta, de öfriga af guld. | „ |

## Historia
De tidigaste kända medlemmarna av denna ätt, är fyra bröder som omnämns med tillnamnet Gylta redan vid 1400-talets början. Bröderna Gunnar Gylta (död senast 1429) och Jösse Gylta genomförde 1416 ett arvskifte i Kinds härad (Älvsborgs län) efter sina bröder Björn Gylta och Magnus Gylta (vilka båda levde till åtminstone 1412).
Gunnar Gyltas son Bengt Gylta (f. omkring 1400, levde ännu 1480) var lagman i Västergötland och riksråd. Hans son var Peder Bengtsson (vid några tillfällen kallad Peder Gylta) till Påtorp (död 1527), häradshövding i Skånings härad (Skaraborgs län). Son till denne var Bengt Gylta, som enligt en osäker uppgift avrättades vid Stockholms blodbad 1520, riksråd och lagman i Närke, senare i Tiohärad.
Söner till denne var lagmannen Bengt Gylta och krönikeförfattaren och diplomaten Jöran Gylta.
Släkten utslocknade på manssidan 1580 och på kvinnosidan i mitten av 1600-talet.

## Kända medlemmar
- Bengt Gylta, riksråd, lagman i Närke, troligen avrättad vid Stockholms blodbad 1520.
- Bengt Gylta, lagman m.m., död 1574.
- Brita Bengtsdotter (Gylta), svenska hovstatens hovmästarinna.
- Jöran Gylta, historieskrivare.
- Katarina Bengtsdotter Gylta, abbedissa i Vadstena kloster.